# Vouhé (Charente Marítimo)
 Vouhé  es una población y comuna francesa, en la región de Poitou-Charentes, departamento de Charente Marítimo, en el distrito de Rochefort y cantón de Surgères.

## Demografía
| 391 | 387 | 364 | 404 | 404 | 392 |
| Para los censos de 1962 a 1999 la población legal corresponde a la población sin duplicidades (Fuente: INSEE [Consultar]) |     |     |     |     |     |